# Micranthocereus estevesii
Micranthocereus estevesii ist eine Pflanzenart aus der Gattung Micranthocereus in der Familie der Kakteengewächse (Cactaceae). Das Artepitheton estevesii ehrt den brasilianischen Kakteenspezialisten Eddie Esteves Pereira (1939–2022) aus Goiânia, der die Art entdeckte.

## Beschreibung
Micranthocereus estevesii wächst nur selten verzweigend mit säulenförmigen bläulich grünen Trieben und erreicht Wuchshöhen von bis 6 Metern. Die Triebe weisen einen  Durchmesser von bis 15 Zentimetern auf. Es sind etwa 37 bis 42 schmale Rippen vorhanden. Die runden Areolen sind mit gelblich brauner Wolle und Haaren besetzt. Die 6 bis 7 leicht gebogenen Mitteldornen sind hellbraun, und zwischen 0,2 und 3,5 Zentimeter lang. Die etwa 12 nadeligen, hellbraunen Randdornen sind zwischen 5 und 11 Millimeter lang. Das 5 bis 7 Zentimeter breite Cephalium besteht aus weißer bis cremefarbener Wolle von bis 2,2 Zentimeter Länge und roten bis 0,8 Zentimeter langen Borsten.
Die breit trichterförmigen Blüten sind weiß und öffnen sich in der Nacht. Sie sind bis 3,5 Zentimeter lang und weisen ebensolche Durchmesser auf. Die hellblauen Früchte sind bis 1,3 Zentimeter lang und haben Durchmesser von 1,4 bis 0,9 Zentimetern. Sie vertrocknen bei Reife und zerfallen.

## Verbreitung, Systematik und Gefährdung
Micranthocereus estevesii ist im brasilianischen Bundesstaat Goiás und im angrenzenden Bundesstaat Tocantins beheimatet.
Die Erstbeschreibung als Austrocephalocereus estevesii wurde 1974 von Albert Frederik Hendrik Buining und Arnold J. Brederoo (1917–1999) veröffentlicht. Friedrich Ritter stellte die Art 1979 in die Gattung Micranthocereus. Ein weiteres nomenklatorisches Synonym ist Siccobaccatus estevesii (Buining & Brederoo) P.J.Braun & Esteves (1990).
In der Roten Liste gefährdeter Arten der IUCN wird die Art als „Least Concern (LC)“, d. h. als nicht gefährdet geführt.

## Nachweise